# On My Mind (canção de Cody Simpson)
"On My Mind" é o primeiro single do cantor australiano Cody Simpson, contido em seu EP Coast to Coast. A canção foi escrita por Simpson, Julie Frost, Fraser T. Smith, Mike Caren and Nasri Atweh. Ela foi lançada digitalmente no mundo inteiro em 23 de maio de 2011. O videoclipe da canção passou a marca de 6 milhões de visualizações na rede de compartilhamento You Tube.

## Faixas
Download digital
1. "On My Mind" - 3:11
2. "On My Mind" (Karsten Delgado & Mani Myles Mix) - 3:26
3. "On My Mind" (Official Karaoke Version) - 3:09

## Posições
| Tabelas musicais (2011)                   | Melhor posição |
| ----------------------------------------- | -------------- |
| Austrália - Australian ARIA Singles Chart | 75             |
| Canadá - Canadian Hot 100                 | 16             |
| Estados Unidos - Pop Songs                | 39             |
| Japão - Japan Hot 100                     | 5              |
| Japão - Japan Adult Contemporary Airplay  | 1              |
| Japão - Hot Top Airplay                   | 2              |
| Japão - Hot Digital e Airplay Overseas    | 1              |